# Leiomela brachyphylla
Leiomela brachyphylla är en bladmossart som beskrevs av Brotherus 1904. Leiomela brachyphylla ingår i släktet Leiomela och familjen Bartramiaceae. Inga underarter finns listade i Catalogue of Life.